# Viola Desmond

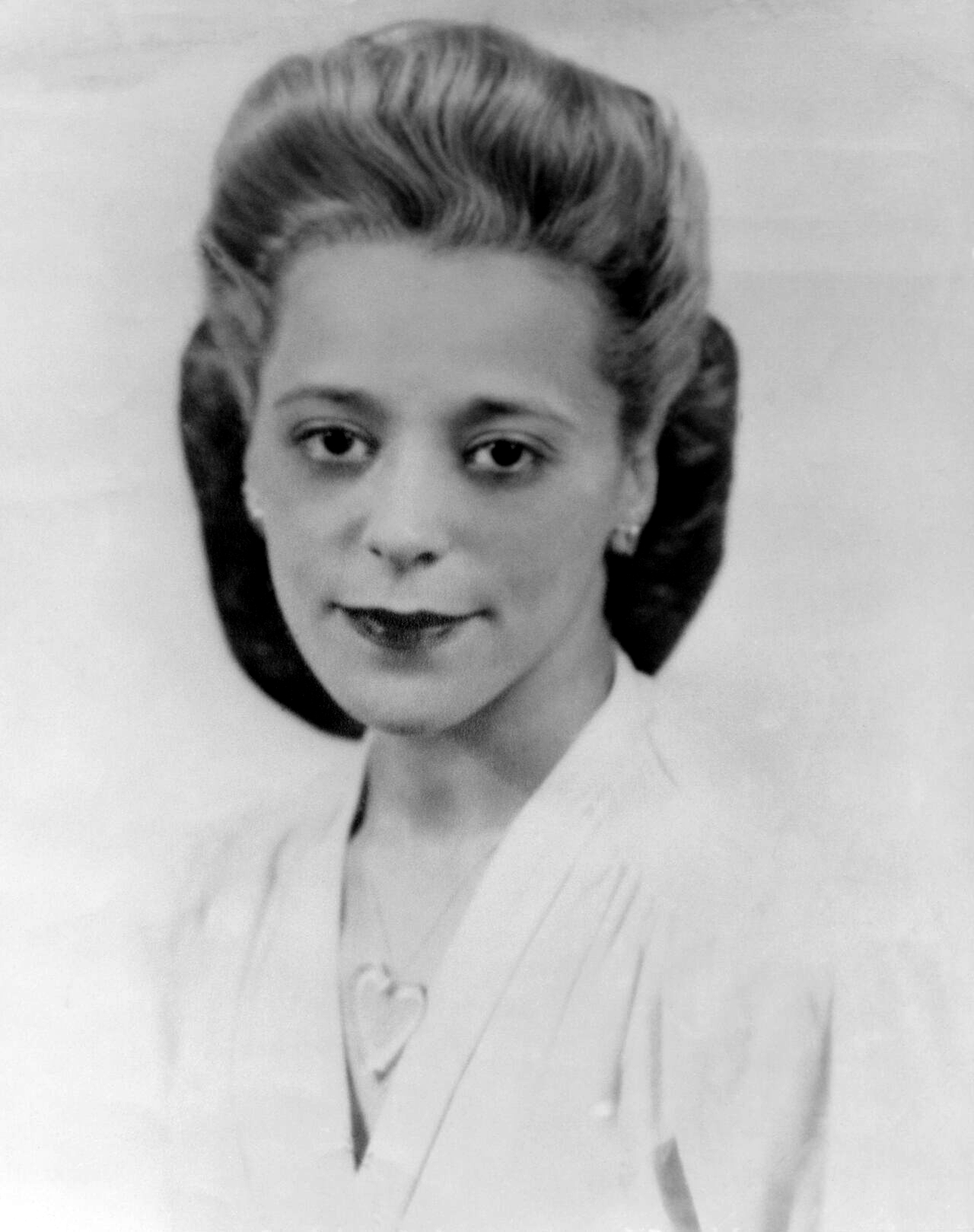
Viola Desmond, etwa 1940

Viola Irene Desmond (* 6. Juli 1914 in Halifax; † 7. Februar 1965 in New York City) war eine schwarze kanadische Aktivistin, Bürgerrechtlerin und Vorkämpferin gegen Rassentrennung. In einem Kino in Halifax verweigerte man ihr aus rassistischen Gründen einen Platz im Parkett und verurteilte sie später unter einem Vorwand.
Die Regierung entschuldigte sich erst 2010, 45 Jahre nach Viola Desmonds Tod, posthum bei ihr. 2018 wurde Viola Desmond von der kanadischen Regierung zur nationalen historischen Person erklärt. Seit März 2018 ist sie auf der kanadischen 10-Dollar-Note zu sehen. Damit ist sie die erste Kanadierin, die allein auf einem Geldschein abgebildet ist, und die erste schwarze Person auf einer kanadischen Banknote.

## Leben
Viola Desmond hatte eine weiße Mutter und einen schwarzen Vater. Sie war Lehrerin und wollte Friseurin und Kosmetikerin werden. Wegen ihrer Hautfarbe konnte sie aber in ihrer Geburtsstadt Halifax keine Ausbildung dazu machen. Sie zog um und holte die Ausbildung in Montreal, New York City und Atlantic City nach.
Später gründete sie eine Kosmetikschule und vertrieb von ihr entwickelte Schönheitsprodukte.

## Einsatz gegen die Rassentrennung
Am Abend des 8. November 1946 hatte Viola Desmond in New Glasgow eine Autopanne. Da sie nicht mehr weiterfahren konnte, kaufte sie in einem Kino eine Eintrittskarte und wollte im Parkett, dem Hauptraum, Platz nehmen. Doch ihr wurde gesagt, dass Leute wie sie nur auf dem Balkon sitzen dürften. Sie weigerte sich und setzte sich wie geplant ins Parkett. Die Polizei wurde gerufen, Desmond aus dem Kino gezerrt und am Ende wegen Hinterziehung von Vergnügungssteuer in Höhe von einem Cent verurteilt. Zwölf Stunden saß sie im Gefängnis.
Nach dem Urteil mied Viola Desmond die Öffentlichkeit und unternahm Schritte, um ihre Firma zu konsolidieren. Ihren ursprünglichen Plan, Filialen in anderen Teilen Kanadas zu errichten, gab sie auf. Sie investierte ihr Geld in Immobilien, da sie die in einer so radikal zerrissenen Gesellschaft für sicherer hielt. Die Regierung entschuldigte sich erst 2010, 45 Jahre nach Viola Desmonds Tod, posthum bei ihr.

## Ehrungen
Am 20. Juli 2017 wurde Viola Desmond von der kanadischen Regierung für ihr Wirken als Geschäftsfrau und Bürgerrechtsaktivistin zur „Person von nationaler historischer Bedeutung“ erklärt. Seit Dezember 2018 ist sie auf der kanadischen 10-Dollar-Note zu sehen. Damit ist sie die erste Kanadierin, die allein auf einem Geldschein abgebildet ist.  Sie wird im ungewöhnlichen Hochformat abgebildet und kommt so besser zur Geltung.